# イス (伝説都市)

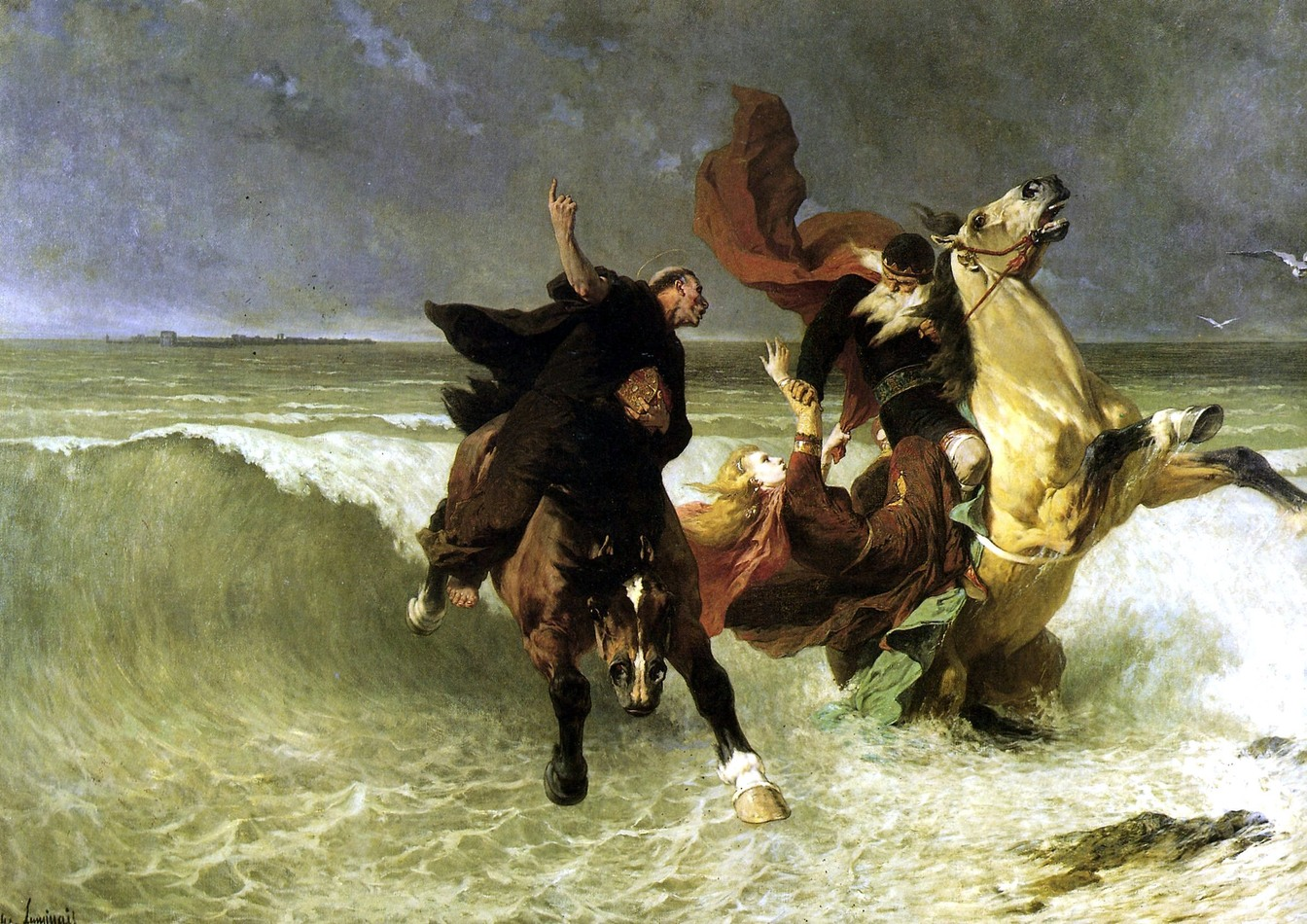
『娘を捨てよと王に求める聖ゲノル』, E. V. リュミネ作、1884年（カンペール近代美術館蔵）

イスは、フランス・ブルターニュ地方に伝わる伝説上の都市。5世紀頃にブルターニュ地方西端の海に面した低地に造営され、大洪水によって一夜で姿を消したとされている。

## 概要
フランス語ではYsと綴られるが、ブルターニュ地方に残るブルトン語（ブレイス語）ではIsと綴られる。イスの名はブルトン語で「低地」を意味する Izel の語に由来すると言われている。伝説が成立する以前、津波によりブルターニュ近辺の漁村がいくつか壊滅したことが知られており、その記憶が伝説の根底にあると考えられている。
また、一説によると、フランスの首都パリ (Paris) の名前はPar-Is （イスに匹敵する）に由来すると言われているが、これは俗説であり、パリの語源はガリア人の一部族であるパリシイ族（Parisii）のものである。

## 伝説
5世紀頃、ブルターニュのコルヌアイユという国に、グラドロン (Gradron) という王がいた。王にはダユー (Dahut, Dahud) という美貌の一人娘がいてこれを溺愛していた。グラドロンは聖コランタン (Corentin) と出会ったのをきっかけにキリスト教に改宗し、国にキリスト教を広めていったが、ダユーはそのことを忌々しく思っていた。耐えかねたダユーはグラドロンに自分のための新都造営を懇願した。娘を溺愛するグラドロンはその願いを聞き入れ、海のそばにイスが建造されることになった。間もなく洪水から都を守るために水門も建造された。
イスの支配者となったダユーは、妖精の力を借りて海行く船から略奪を繰り返した。その富でイスはみるみる間に栄えたが、一方で人々は享楽に溺れ、背徳のはびこる都となっていった。事態を憂慮したコランタンは聖ゲノル (Gwenole, Guenole) にイスの人々を改悛させるよう要請するが、人々は誰もゲノルの言葉に耳を傾けようとしなかった。
イスにはダユーに求婚する貴公子が多く訪れた。ダユーは気に入った貴公子を誘惑しては一夜をともにしたが、飽きると殺して海に捨てていた。そんなある日、ダユーの前に赤ずくめの貴公子が現れる。彼は逆にダユーを巧みに誘惑し、イスを守る水門の鍵を奪い取った。赤い貴公子の正体は悪魔だった。悪魔により水門が開けられると洪水が押し寄せ、イスはダユーとともに水没してしまった。
水没したものの、今でもイスは海の底に地上にあった頃と変わらぬ姿で存在し、いつの日か復活してパリに引けを取らない姿を現すとも言われている。

## 伝説の背景
5世紀から6世紀頃、キリスト教に改宗したブルターニュのケルト人によって伝説の原型が成立したと考えられている。キリスト教的な神罰の話でありながら、ケルトならではの死生観がその背景にある。
ケルト人は、死後の世界「他界」を海の向こうにある常若の世界であると考えていた。また、「他界」は大地母神が支配する領域であるとも考えられていた。水没してもなお往時と変わらぬ姿で存在するというイスはケルト的な「他界」であり、それを治めるダユーの源流はケルトの大地母神に求めることができる。
イスは母権的なケルト文化や宗教の象徴であるとする観点から見ると、この伝説は、ブルターニュのケルト文化や宗教が、父権的なキリスト教のそれに取って代わられていったことを象徴しているとも言える。

## イスの場所
伝説によればブルターニュ地方の最西端のシザン半島先端、ラ岬とヴァン岬に囲まれた湾「死者の海」にあったとされている。シザン半島北にあるドゥアルヌネ湾にあったとする伝承も存在する。しかし、実在したかどうかは分かっていない。

## 関連作品
- 19世紀、ヴィルマルケによるブルターニュ民譚集『バルザス・ブレイズ』の発刊などをきっかけに、ヨーロッパの芸術界にケルト再評価運動が巻き起こった。イスの伝説も『バルザス・ブレイズ』に収められている。
- イスの伝説に着想を得た音楽作品としては、エドゥアール・ラロのオペラ『イスの王様』と、ドビュッシーのピアノのための前奏曲第10番『沈める寺』が知られている。ただし、後者についてはこの伝説によらないとする異説もある。
- 同都市名をモチーフにした日本製のコンピュータゲームが発売されている。イースシリーズを参照。
- イタリアのプログレッシブ・ロック・バンド、イル・バレット・ディ・ブロンゾの2枚目のアルバムのタイトルにこの都市の名が用いられている。
- 漫画『マーガレットとご主人の底抜け珍道中』中の一話「失われた都」は主人公夫妻がブルターニュ旅行中に主人が伝説のイスに迷い込むというエピソードで、イスの伝説が紹介されている。
- 漫画『コランタン号の航海 水底の子供』は、イス伝説を下敷きに19世紀初頭のイギリス海軍の軍艦「コランタン号」の活躍を描いている。第1巻ではイスの伝説が語られ、聖コランタンの名を抱くコランタン号がブルターニュの海に乗り入れることを一部の乗組員は恐れている。第2巻では海に沈むイスの都も描かれている。
- ハープ奏者／シンガーソングライターのジョアンナ・ニューサムのアルバム名に、イスの名が用いられている。
- 曽祢まさこの漫画『海にしずんだ伝説』で病弱な弟シモンを刺激しないようブルターニュ地方、コルヌアイユ半島にある港町ドアルヌネに追いやられた少女ジョアンナはクラゲや爬虫類等を喜ぶと勘違いしている少年アビィから逃げようと崖から落ち、水没する前のイサ（イス）の都で悪心を持ち海の神レーアの分身である水門の黄金の鍵を盗んで都を沈めた元凶と伝えられるイサ最後の王子リオネスに助けられ、都と人々を一握りの罪びとと共に見捨てて滅ぼしたレーアの裁きを受けるべく馬から飛び降りたリオネスに助けられてジョアンナは10日間の行方不明の果てに元の世界に戻る。
- アニメ映画『ウインダリア』に登場する都市国家イサは、イスをモデルにしたと考えられている。南方の海の国「イサ」と北方の山の国「パロ」は歩み寄ろうとせず、退廃と堕落の一途を辿って戦争が起きてしまう。